# Barranc de Caramell
El Barranc de Caramell, és un barranc de l'antic terme de Gurp de la Conca, actualment inclòs en el terme municipal de Tremp, al Pallars Jussà.
Es forma en el Pas de la Canal, entre els serrats de Mata i de Santa Engràcia, per la unió de les llaus del Corral de Torraubella, de la Pleta i de la Mata. Des d'aquest lloc davalla de forma molt sinuosa obrint-se pas en engorjays profunds cap a Gurp, exactament cap al lloc on es troba la capella de Sant Martí de Gurp, on es transforma en el barranc dels Lleons, en el moment que s'ajunta amb el torrent de l'Aigüera.